# Motor de ginys
Un motor de ginys és el que fa possible que s'executin els propis ginys. Poden ser per a ordinadors o per a telèfons mòbils.

## Motors de ginys

### Motors d'escriptori
- Dashboard és el motor d'escriptori que va ser llançat amb Mac OS X 10.4.
- Desk Accessories
- Google Desktop
- Kapsules
- Klipfolio
- Microsoft Gadgets Vegeu també: Windows Sidebar
- Navegador web Opera
- SpringWidgets
- SuperKaramba
- Yahoo! Widget Engine (prèviament conegut com a Konfabulator)
- NewsGator

### Motors de mòbils
- Navegador web Opera
- Webwag
- Widsets
- Joemoby
- S60's widget environment, Web Run-Time